# Старе (Словаччина)
Старе (словац. Staré) — село, громада в окрузі Михайлівці, Кошицький край, Словаччина. Село розташоване на висоті 107 м над рівнем моря. Населення — 790 чол. Вперше згадується в 1273 році.

## Географія
Протікає річка Петровайка.

## Населення
| Рік:            | 1994. | 2004.   | 2014.   | 2024.   |
| --------------- | ----- | ------- | ------- | ------- |
| Кількість осіб: | 824   | 805     | 788     | 764     |
| Різниця:        |       | -2,30 % | -2,11 % | -3,04 % |

| Рік:            | 2023. | 2024.   |
| --------------- | ----- | ------- |
| Кількість осіб: | 762   | 764     |
| Різниця:        |       | +0,26 % |